# Sportarena
Sportarena GmbH was een 100% dochteronderneming van Saks Fifth Avenue OFF 5th Europe GmbH (tot 31 juli 2016 was het een dochteronderneming van Galeria Kaufhof ). Sportarena telde 13 filialen in de sport- en outdoordetailhandel met in totaal 40.000 m² verkoopvloeroppervlakte. De vestigingen waren verspreid over heel Duitsland en bevonden zich deels op complete verdiepingen van Kaufhof-warenhuisfilialen (bijv. in Bonn, Düsseldorf en Wuppertal) of als zelfstandige winkel. In 2018 zijn alle vestigingen gesloten.
Sportarena GmbH behoorde als dochteronderneming tot de voormalige Kaufhof-eigenaar Hudson's Bay Company.